# Bitchcraft
Bitchcraft (Conocido como Brujería en Latinoamérica) es el primer episodio de la tercera temporada de la serie de televisión American Horror Story, estrenada el 9 de octubre de 2013 por el canal estadounidense de cable FX. El título es un acrónimo entre dos palabras en inglés: bitch (palabra peyorativa comúnmente aplicada hacia las mujeres) y  witchcraft (brujería).
El episodio presenta un grupo de cuatro jóvenes brujas, las cuales asisten a una escuela en New Orleans donde aprenderán a controlar sus poderes. Al mismo tiempo, se cuenta la historia de Madame Delphine LaLaurie, una cruel dama de sociedad del siglo XIX que mutilaba y torturaba a sus esclavos.

## Trama

### 1834
La acaudalada Madame Delphine LaLaurie (Kathy Bates) ofrece una extravagante fiesta en su mansión con la intención de buscar parejas para sus tres hijas. Una vez terminada la recepción, Delphine se prepara para ir a dormir cumpliendo su ritual nocturno de belleza: lavar su cara con sangre humana proveniente del páncreas de sus esclavos. Su marido la interrumpe, diciendo que algo terrible ha ocurrido. Al llegar al lugar del hecho, descubre que su hija menor había tenido relaciones sexuales con Bastien (Ameer Baraka), uno de sus esclavos, el cual relata que fue la muchacha quien se abalanzó sobre él y que él la había rechazado, ya que su corazón pertenecía a otra persona. Furiosa, Delphine hace caso omiso del esclavo y ordena que sea castigado, arguyendo que violó a su hija. 
Al llegar al ático, transformado en una cámara de torturas donde tiene a sus sirvientes, Mme. LaLaurie se acerca a Bastien, encadenado y con los labios cosidos entre sí, y comenta que desde chica le fascinó la mitología griega, en particular el mito del Minotauro, y que está emocionada de finalmente poder tener uno propio. Le ordena a un pequeño niño esclavo que traiga una cabeza de toro y se la coloque a Bastien. 
En otro flashback a 1834, se revela que Bastien era el amante de la sacerdotisa vudú Marie Laveau (Angela Bassett), quien llega a la mansión LaLaurie con una poción revitalizadora que pondría fin a los problemas maritales de Delphine. Cuando ésta la bebe, comienza a convulsionar y cae al suelo, aparentemente muerta por envenenamiento.

### 2013
Zoe Benson (Taissa Farmiga) lleva a su novio a casa con la intención de tener sexo con él mientras sus padres están ausentes. Durante el acto, la nariz del muchacho comienza a sangrar, y antes que Zoe reaccione muere ensangrentado por lo que parece un aneurisma cerebral. 
Tras el incidente, la madre de Zoe le confiesa que ha heredado los poderes de su tatarabuela, que era una bruja residente en Salem. Le explica también que durante los Juicios de Salem las verdaderas brujas fueron lo suficientemente inteligentes para emigrar al sur, específicamente a New Orleans, antes que comenzaran los problemas. Es en esa ciudad donde Zoe será enviada para asistir a una escuela especial para "chicas como ella", la Academia de la Señorita Robichaux. Antes que pueda responder, es llevada por una representante del Consejo de Brujería, Myrtle Snow (Frances Conroy) y dos misteriosos hombres de negro.
Al llegar a la Academia, Zoe es arrastrada por tres figuras encapuchadas y atada a una mesa. Asustada, pronto descubre que se trata de sus tres compañeras de estudios: Nan (Jamie Brewer), Queenie (Gabourey Sidibe), y Madison Montgomery (Emma Roberts), una joven actriz adolescente. 
La directora de la escuela, Cordelia Foxx (Sarah Paulson), le explica que cada bruja posee un don especial, pero en cada generación existe una todopoderosa, conocida como la Suprema. Le cuenta también la historia de la escuela, que fue construida en el siglo XVI y luego comprada a fines del siglo XIX por la Suprema de ese entonces para convertirla en un lugar seguro para las jóvenes brujas. La población de brujas se encuentra en decadencia, principalmente debido al miedo ante la reacción del público: siendo un caso resonante el de Misty Day (Lily Rabe), una bruja de un área rural de Louisiana con el poder de devolver la vida a los seres muertos, y que fue quemada en la hoguera. Eventualmente Zoe descubre los poderes de sus compañeras: Nan es clarividente, Queenie es una muñeca de vudú humana (cualquier daño que se inflija en su cuerpo aparece en quien ella decida, sin sentir realmente dolor en ella misma) y Madison tiene el poder de telequinesis. Sin amigas en la academia, Madison invita a Zoe a una fiesta de fraternidad en una universidad cercana con la intención de convertirla en su compinche. 
En Los Ángeles, Fiona Goode (Jessica Lange), la actual Suprema, se encuentra reunida con el doctor David Zhong (Ian Anthony Dale), un científico que se encuentra desarrollando un suero rejuvenecedor que ha mostrado resultados favorables en monos. Al negarse al pedido de Fiona de ser tratada con el mismo, ella le succiona la energía vital para retener algo de juventud. Luego, influenciada por el consumo de cocaína, Fiona escucha la noticia del asesinato de Misty Day, lo que la decide a viajar a New Orleans para ayudar a preparar a las discípulas de la academia a hacer frente a lo que cree será una dura guerra entre brujas y humanos. Cordelia, que es su hija, no está contenta con tenerla allí. 
Una vez en la fiesta, Zoe conoce un chico de la fraternidad, Kyle Spencer (Evan Peters), quien inmediatamente se siente atraída por ella. Dado el reciente descubrimiento de su poder, Zoe intenta no acercarse demasiado, aun cuando corresponde a la atracción. Mientras, Madison rechaza a un compañero de Kyle, Archie (Grey Damon), y le ordena que le traiga un trago. Archie le agrega drogas al vaso, y junto con otros compañeros llevan a Madison a una habitación en el piso superior donde la violan. Al notar la ausencia de Madison, Zoe y Kyle salen a buscarla. Kyle empuja a sus compañeros cuando descubre la situación, pero ellos lo golpean y lo dejan inconsciente. Mientras Zoe atiende a Madison, los chicos llevan a Kyle al autobús, tratando de eliminar los videos del ataque. Mientras huyen, Madison despierta, sale al camino y usa su poder para destruir el autobús. 
Al día siguiente, Fiona lleva a las niñas a un viaje de campo, pero cuando Nan escucha alguien pidiendo ayuda se desvían hacia un tour guiado por la mansión de Madame LaLaurie. Allí se cuenta que el cuerpo de LaLaurie nunca se encontró. Fiona se encuentra con Nan en el patio, quien le dice que la voz que escucha es la de la señora de la casa. 
Al oír en las noticias que dos de los muchachos sobrevivieron al accidente, Zoe decide ir al hospital pero allí se entera de que Kyle falleció, mientras que Archie, el líder de la violación, aún se encuentra vivo. En lo que piensa es un acto de justicia, Zoe tiene sexo con el cuerpo inconsciente de Archie, matándolo de la misma manera en que lo hizo con su novio. 
Por la noche, Fiona regresa a la mansión con un grupo de obreros que escavan en el patio, revelando que Madame LaLaurie sigue viva.

## Recepción y ratings
"Bitchcraft" fue vista por 5.54 millones de personas, siendo el episodio con más televidentes de la serie.
Tanto Entertainment Weekly como Cinema Blend le dieron al episodio reseñas favorables, mientras que A.V. Club le dio un puntaje medio debido a ciertas inconsistencias en el tono del programa.